# 장안면 (화성시)
장안면(長安面)은 경기도 화성시 남서부에 위치한 면이다. 면적은 67.72 km2이며, 2017년 8월 말 기준으로 인구는 10,681 명이다.

## 역사
- 조선시대 경기도 화성유수부 장안면·초장면(草長面)
- 1895년 음력 윤5월 1일 인천부 수원군[2]
- 1896년 8월 4일 경기도 수원군[3]
- 1906년 장안면·초장면을 수원군에서 남양군으로 이관하였다.[4]
- 1914년 4월 1일 남양군 장안면·초장면을 수원군 장안면으로 통합하였다.[5] (10리)

| 조선총독부령 제111호 |                                                              |
| 구 행정구역          | 신 행정구역                                                  |
| 남양군 장안면        | 수원군 장안면 석포리, 수촌리, 독정리, 장안리                 |
| 남양군 초장면        | 수원군 장안면 덕다리, 사랑리, 사곡리, 노진리, 어은리, 금의리 |
- 1949년 8월 14일 경기도 화성군 장안면[6]
- 2001년 3월 21일 경기도 화성시 장안면[7]

## 법정리
- 어은리(漁隱里)
- 석포리(石浦里)
- 수촌리(水村里)
- 독정리(篤亭里)
- 장안리(長安里)
- 덕다리(德多里)
- 사랑리(沙浪里): 장안면 행정복지센터 소재지
- 사곡리(沙谷里)
- 노진리(蘆眞里)
- 금의리(錦衣里)

## 교육
- 장안초등학교
- 노진초등학교
- 장명초등학교
- 장안여자중학교